# Кулён, Кляудя
Кляудя Кулён (пол. Klaudia Kulon; род. 13 марта 1992, Кошалин) — польская шахматистка, гроссмейстер среди женщин (2014).
Победитель женского чемпионата Польши по шахматам 2021 года.
В составе сборной Польши участница командного чемпионата мира (2015) и командного чемпионата Европы (вторая сборная; 2013).

## Изменения рейтинга
| Графики недоступны из-за технических проблем. См. информацию на Фабрикаторе и на mediawiki.org. |